# 點數分配問題
點數分配問題是一個從十七世紀起就已有很久歷史的數學問題，其中牽涉到概率和機率等理論。也可以是賭博中概率的參考。也激發了布萊茲·帕斯卡對期望值的了解和解釋。

首先，假設兩個玩家一開始決定一場遊戲最終所需要贏得獎品的局數。兩位玩家都有相等贏得每局的機會。但是由於某些外在因素使得兩個玩家不得不在達到最終局數前停止，倘若兩人所贏得的局數不相等。甲贏得的局數比乙多。甲所得到的獎品自然比乙多，但是獎品應該按照多少比例劃分才算公平？

## 早期
盧卡·帕西奧利在他的參考書中於1494年提到應該以甲和乙兩者以贏得的局數比例劃分。而需要再繼續贏得的局數和獎金分配沒有關係。

然而在十六世紀中期，尼科洛·塔爾塔利亞對帕西奧利的看法所不同。因為按照帕西奧利的理論，倘若遊戲只進行了一局，而甲贏得了這唯一的一局，獎金和獎品全數歸給甲所有並不合理，因為唯一的一局對於比賽未來的趨勢並不明朗。

塔爾塔利亞認為獎金的分配比例應該考慮遊戲玩家一分所領先的局數和遊戲的長度。可是他自己也認為這個結論並不完美。假設一場需贏得一百局的遊戲，65對55的領先與99對89的領先有很大的不同。前者的比賽變數還是很大，但是後者的比賽對於遊戲局勢已經很明朗了。

## 帕斯卡
帕斯卡在1654年所下得的定論是不應該按照比賽以贏得的局數或是領先的局數做獎金的分配。應該按照比賽還須贏得的局數來做分配。一場需贏得10局的遊戲的比數於7對5和一場需贏得20局的遊戲的比數於17對15。兩個情況下所分得的獎金比例應該相等。